# Mari Kalkun
Mari Kalkun, estonska pevka ljudske glasbe, * 1. april 1986, Tartu, Estonija.
Nastopala je tako v domovini, kot v tujini, z glasbeno skupino Runorum, od leta 2007 pa je izdala več plošč. Leta 2013 je bila izvoljena za najboljšo pevko na podelitvi estonskih nagrad Ethno Music. Njen splošno priznani album Ilmamõtsan iz leta 2018 vsebuje skladbe, ki so nastale po navdihu estonske ljudske glasbe, posebno iz vasi okrožja Võro v jugovzhodni Estoniji.

## Življenjepis
Mari Kalkun se je rodila 1. aprila 1986. Odraščala je v okrožju Võro v jugovzhodni Estoniji, kjer so jo od otroštva navdihovali gozdovi, ptice in močvirja. Njen bratranec je glasbenik in folklorist Andreas Kalkun, s katerim je Mari sodelovala.
Najprej je študirala kulturni menedžment na Akademiji za kulturo Viljandi. Kasneje je študirala glasbo na Estonski akademiji za glasbo in gledališče, kot študentka na izmenjavi je študirala tudi na Akademiji Sibelius v Helsinkih na Finskem. Magistrirala je iz tradicionalnega petja. Obvladala je umetnost kombiniranja ljudske glasbe z jazzom.
Kalkunova ni samo pevka, ampak tudi piše lastno glasbo ter igra nekaj inštrumentov, med njimi estonske citre, klavir, harmoniko in kitaro. Leta 2007 je izdala svoj debitantski solo album, Üü tulõk. Album je bil uspešen, zaradi uspeha pa je Kalkunova kocertirala v Franciji, Združenem kraljestvu, Finski in Rusiji. Leta 2009 je nastopila na Japonskem skupaj z estonskim umetnikom Pastacasom, kjer prav tako izšel njen posnetek.
Med kasnejše plošče spadata plošči Dear Rain iz leta 2010, Tii ilo iz leta 2015, ki ga je posnela skupaj s finsko glasbeno skupino Runorum in Upa-upa ubinakõnõ, ki je prav tako izšel leta 2015 v njenem maternem Võro jeziku. Novembra 2017 je izšel album Ilmamõtsan. Vsebuje dvanajst skladb v estonščini in jeziku Võro, večino pa jih je napisala Kalkunova po navdihu lokalnih pesnikov.

## Izbrana diskografija
- Üü Tulõk (2007)
- Vihmakõnõ (2010)
- Tii Ilo (2015)
- Upa-Upa Ubinakõnõ (2015)
- Ilmamõtsan (2017)
- Õunaaia Album (2020)